# Kukučínov
Kukučínov este o comună slovacă, aflată în districtul Levice din regiunea Nitra. Localitatea se află la altitudinea de 142 m deasupra n.m., se întinde pe o suprafață de 11,31 km2 și în 2017 număra 600 de locuitori.

## Istoric
Localitatea Kukučínov este atestată documentar din 1293.

## Demografie
| An:                | 1994 | 2004   | 2014   | 2024   |
| ------------------ | ---- | ------ | ------ | ------ |
| Număr de persoane: | 612  | 599    | 619    | 564    |
| Diferență:         |      | −2,12% | +3,33% | −8,88% |

| An:                | 2023 | 2024   |
| ------------------ | ---- | ------ |
| Număr de persoane: | 571  | 564    |
| Diferență:         |      | −1,22% |